# Al-Badżdża
Al-Badżdża (arab. البجاع) – miejscowość w Syrii w muhafazie Damaszek. W 2004 roku liczyła 1058 mieszkańców.